# Trhavice
Trhavice (deutsch Reisendorf) ist ein Gemeindeteil von Norberčany (deutsch Nürnberg) im Bezirk Olmütz in Tschechien.
Das Dorf liegt circa einen halben Kilometer südlich von Norberčany an der Landstraße 440.

## Geschichte

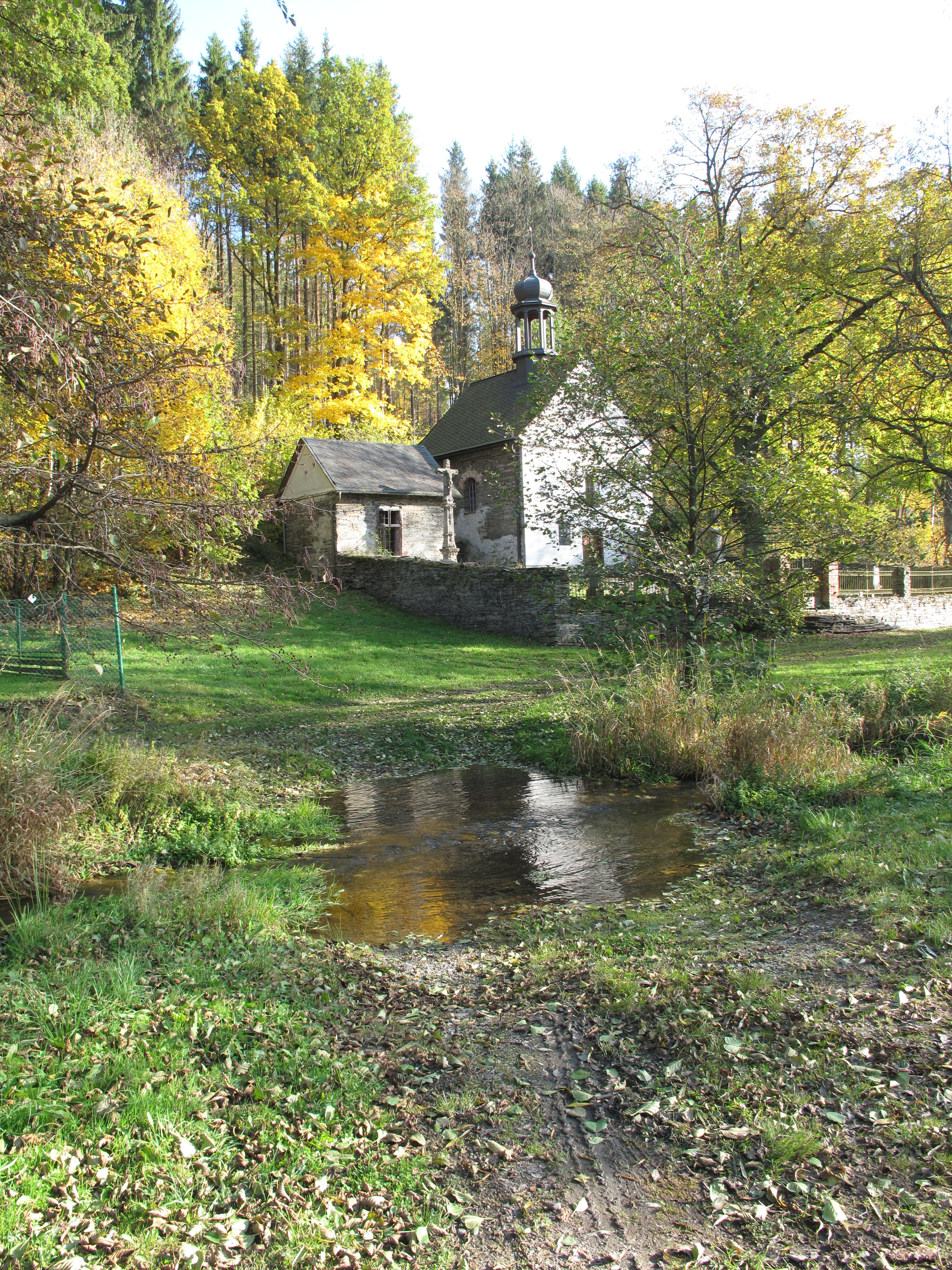
Marienkapelle in Reisendorf

Nach dem Münchner Abkommen im September 1938 wurde Reisendorf dem Deutschen Reich zugeschlagen und gehörte bis 1945 zum Landkreis Bärn.
Die deutschen Bewohner wurden 1945 enteignet und größtenteils vertrieben.

## Sehenswürdigkeiten
- Marienkapelle